# Qoubba almoravide

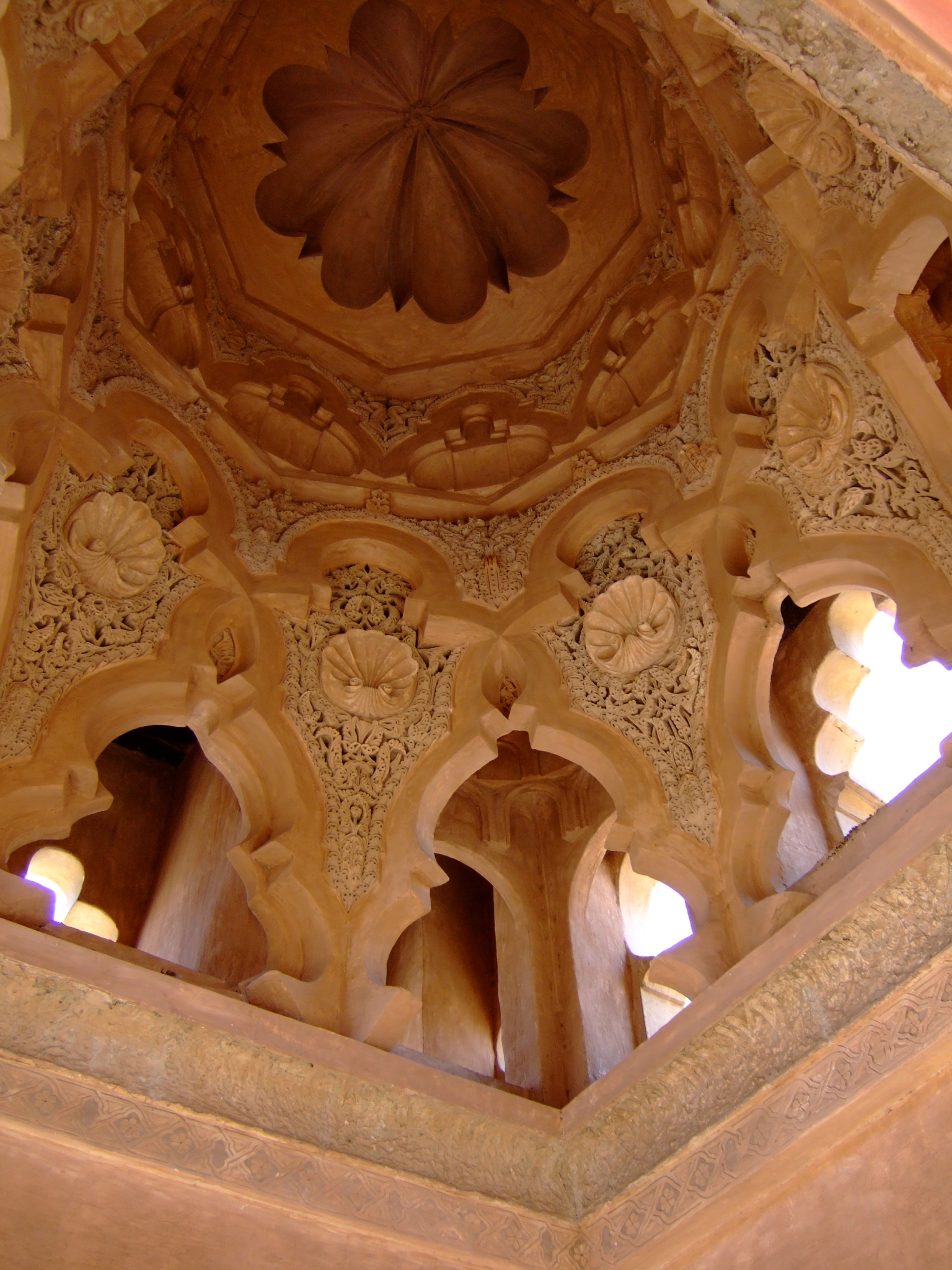
Détail du plafond de la qoubba.

La qoubba almoravide (arabe : قبة المرابطية) ou qoubba al-Baadiyn (قبة البعديين) ou qoubba al-Barudiyyin (قبة الباروديين) est un édifice religieux de Marrakech érigé en 1117 par Ali ben Youssef. Il constitue le dernier vestige de la dynastie des Almoravides au Maroc.
La qoubba (« coupole ») était le centre d'ablution pour les croyants se rendant à la mosquée. Le complexe, en activité pendant plusieurs siècles, était en outre l'une des premières fontaines de la ville de Marrakech et assurait donc l'approvisionnement en eau de la population et de ses animaux.

## Localisation
La qoubba est située en face de l'entrée de la mosquée Ben Youssef et à quelques mètres du musée de Marrakech.

## Architecture
Les trois fontaines et le centre d'ablution étaient alimentés par un système de galeries souterraines (khettaras en arabe) qui se terminaient dans une citerne d'où des tuyauteries intérieures en bronze amenaient l'eau aux bassins.
Ce monument se caractérise aussi par ses arches finement ciselées et son plafond, ce qui en fait une référence en matière d'art almoravide.

## Restauration
La qoubba a été restaurée par la fondation Omar-Benjelloun après la signature en septembre 1999 d'une convention de partenariat avec le ministère de la Culture marocain qui inclut également la restauration de la médersa Ben Youssef, ces deux monuments étant situés à proximité du musée de Marrakech géré par la fondation Benjelloun. Au cours de cette restauration, le mur d'enceinte qui entourait le site archéologique depuis sa découverte a été détruit pour laisser place à une grille en fer. Une restauration plus récente fut réalisée par le ministère de la Culture en 2019.